# Karaszek Sándor
Karaszek Sándor (Alag, 1939. január 28. – Vác, 2020. február 4.) magyar galopp zsoké, kétszeres Magyar Derby győztes galopp tréner.

## Élete
Családja generációkon keresztül a magyar galoppsport szolgálatában állt Dunakeszi-Alagon. Édesapja ugrólovas, a bátyja zsoké volt. Egész életében a galoppsportnak élt. 1953-ban 14 esztendősen került a Lóverseny Vállalathoz. Végig járta e nehéz, de gyönyörű szakma minden lépcsőfokát. Lovászfiúként Kovács Márton istállójában kezdődött a szakmai karrierje, majd Dara József és Magyarosi József trénerek istállójában dolgozott. 78 versenyt nyert pályafutása során versenylovasként, több nemzetközi versenyen képviselte a magyar színeket.
Aljosa és Pasha volt az a két telivér, akikhez lovasként a legjobban kötődött. Lovaskarrierje után Házi László istállójában az abrakmesteri teendőket látta el, a tőle megszokott megbízhatósággal és pontossággal. Horváth Károly idomár nyugdíjba vonulása után idomárként dolgozott tovább a magyar galoppsportban. Trénerként minden lovát szerette, de több kiemelten kedves lova is volt. Lovaira az átlagnál több időt és figyelmet fordított, így gyakran sikerült problémás, vagy gyengébb képességű lovakkal is sikereket elérnie. És bár nem volt jellemző, hogy igazán nagy igéretek kerüljenek az istállójába, idomári sikereivel örökre beírta nevét a hazai galoppsport aranykönyvébe. A töki ménes lovaival, 1988-ban Jagellóval, ’90-ben Pendragonnal megnyerte a Magyar Derbyt, a belföldi félvér kancával, Cukornáddal (fv) többek között a Magyar Kancadíjat valamint szerzett vele helyezést a Magyar Derbyben Jeremy és Lease Black mögött és a Kincsem Díjban. Nyugdíjas éveiben ki létszámú istállóval dolgozott, azonban így is sikeres tudott maradni. Megesett, hogy egy versenynapon 3 indulójából, 3 győztest vezethetett vissza, (Donna Anna, Makrancos Kata, Balprincessin) de sikeresen lendítette újra versenyzésbe a munka és startproblémás Dingót, akinek első szülött mén csikójával is sikereket ért el, több győzelemmel és kiemelt verseny helyezéssel szerzett a nagy istállók és importok ellen. 
Nyugdíjas éveiben sem szakadt el a lóversenysporttól, alagi lakosként közöttünk élt, a telepen a telivérekhez és a lovasokhoz mindig volt egy jó szava. Amire a nagy sikerek mellett a legbüszkébb volt, hogy a családi tradíciót, a versenylovak szeretetét a gyerekei és az unokái viszik tovább.
A Kincsem Park 2020. január 17-én életmű díjjal ismerte el munkásságát, amit betegsége miatt már nem tudott személyesen átvenni.
Utolsó útjára 2020. február 19-én kísérték a Dunakeszi temetőben. Családja, gyermekei, unokái, dédunokái, barátai és sporttársai lovas kísérettel búcsúztatták.

## Eredményei
| Év   | Verseny          | Győztes ló | Lovas         | Táv    | Idő    |
| ---- | ---------------- | ---------- | ------------- | ------ | ------ |
| 1988 | 66. Magyar Derby | Jagelló    | Bodnár L.     | 2400 m | 2.29.8 |
| 1990 | 68. Magyar Derby | Pendragon  | Tormási Gyula | 2400 m | 2.33.9 |

## Emlékezete
Minden év májusában, a Székkutasi díj napján futják a Kincsem Parkban, a Karaszek Sándor-emlékversenyt. Családja és a lóversenysport így tiszteleg emléke előtt.
A verseny eddigi győztesei
1. 2021.05.16. Nebáncsvirág (Jozef Parigal)[5]
2. 2022.05.15. Sweet Siccu (Benkő Ádám)[6]
3. 2023.05.14. Jumeirah Beach (GER) (Ifj. Kozma István)[7][8]